# Aktienbrauerei Merzig

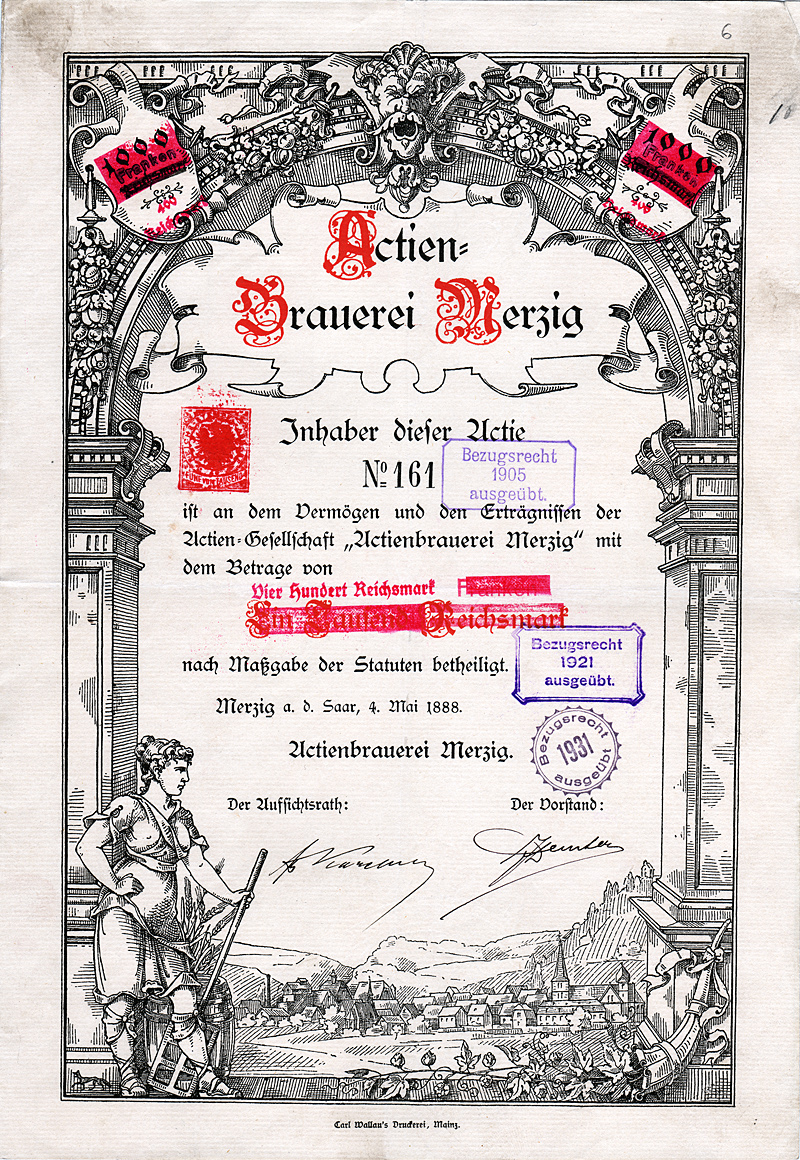
Aktie über 1000 Mark der Actien-Brauerei Merzig vom 4. Mai 1888

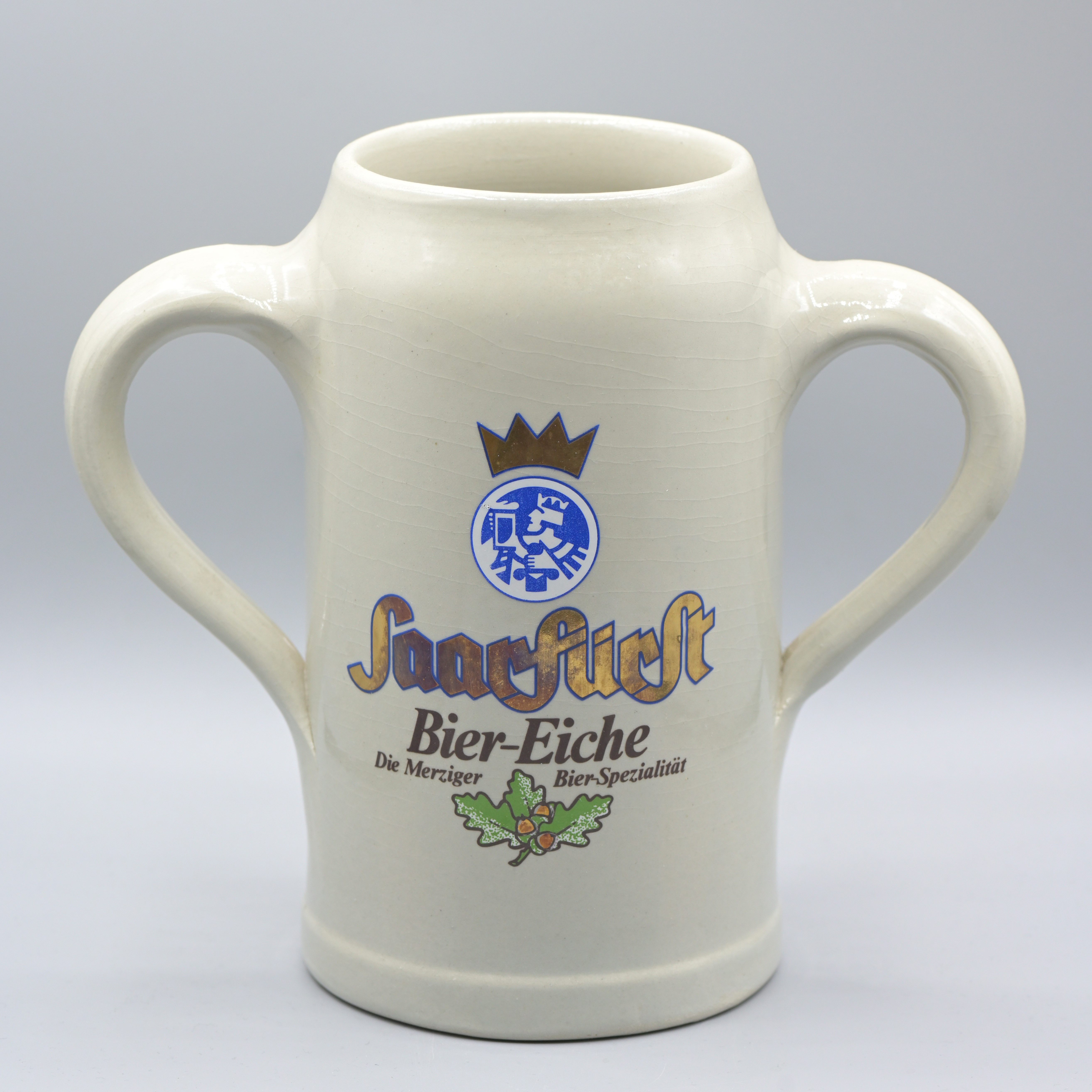
Bierkrug der Saarfürst Brauerei

Die Aktienbrauerei Merzig, auch Actien-Brauerei Merzig oder als Kürzel ABM war über 123 Jahre die größte Brauerei im Landkreis Merzig-Wadern. Sie wurde 1864 gegründet und produzierte, bei mehreren Umfirmierungen, bis 1987 in Merzig (Saarland) verschiedene Biere, die auch international vertrieben wurden.  Die Aktienbrauerei Merzig war von 1900 bis 1978 die stärkste Konkurrenz der in Saarlouis ansässigen Donnerbrauerei, dies wegen der geringen Entfernung von rund 19 km und aufgrund der Tatsache, dass es in der Stadt Saarlouis zwischen 1887 und 1889 keine Brauerei gab.

## Geschichte der Brauerei
Im ausgehenden 18. Jahrhundert existierten sechs Brauereien in Merzig. Als siebte Brauerei erhielten am 10. Oktober 1864 Nikolaus und Johann Schuhler die Konzession zur Errichtung und dem Betrieb einer eigenen Brauerei, die sie „Brauerei Gebrüder Schuhler“ nannten. Diese stieß um die 4.000 Hektoliter Bier pro Jahr aus, was trotz veralteter Technik bis ins Jahr 1884 aufrechterhalten werden konnte. Durch Verschuldung der Brauerei fiel diese aber 1884 an die beiden Hauptgläubiger, die sich entschlossen die Brauerei selbst weiterzuführen.  Sie firmierten die neue Brauerei anfangs unter dem Namen „A. Busch & Co.“. Um das Grundkapital zu erhöhen und unter anderem die Modernisierung der Brauerei sowie den Ausbau zu finanzieren, entschloss man sich zur Gründung einer Aktiengesellschaft. So kam es am 4. Mai 1888, knapp vier Jahre später, zur zweiten Umfirmierung. Die Brauerei hieß nun „Actien-Brauerei Merzig“, die kleine Umbenennung in „Aktienbrauerei Merzig“ erfolgte nach 1910. Im Jahre 1907 erfolgte die Übernahme der „Brauerei Zimmermann“ in Wadern. Die folgende Zeit bis Mitte der 30er Jahre verlief für die Brauerei recht erfolgreich. Erst mit der Angliederung des Saarlandes an das Deutsche Reich musste die Brauerei mit Problemen kämpfen. 1953 erfolgte die dritte Umfirmierung in die „Saarfürst-Brauerei AG“. Bis 1974/75 investierte die „Saarfürst-Brauerei AG“ so große Summen in neue Produktionsanlagen und Neuerungen, dass sie in finanzielle Schwierigkeiten geriet. Dies führte zur Übernahme der Brauerei durch die in Homburg ansässige Karlsberg Brauerei. 1987 erfolgte dann die endgültige Stilllegung der Bierproduktion in Merzig und deren Verlagerung nach Homburg. 1989 bis 1990 begann der Abriss der Merziger Produktionsanlagen. Das Patrizierhaus, der alte Verwaltungssitz, war davon nicht betroffen. 2000 entstand ein neuer Braubetrieb mit Gastronomie als „Saarfürst Merziger Brauhaus“ am Merziger Yachthafen. Die Ausstoßzahlen sind nach eigenen Angaben für die Bedarfsdeckung im eigenen gastronomischen Betrieb ausgelegt, so dass man nicht von einem Nachfolger der Saarfürst sprechen kann.

## Ausstoßzahlen
Im schwarzen Jahr der Börsen, also 1929, stieß die ABM noch 85.849 hl aus, was sich, analog zu anderen saarländischen Brauerei bis 1936 auf 46.327 hl verringerte. Während der Kriegsjahre pendelten sich die Ausstoßzahlen auf rund 50.000 hl/Jahr ein, ausgenommen das Evakuierungsjahr 1944 mit 8.785 hl. Die Nachkriegszeit bis zum zweiten Saarstatut brachten eine Steigerung bis 76.644 hl 1955 und eine deutliche Steigerung ab 1956 mit 91.435 hl, was den ersten Modernisierungsmaßnahmen zuzuschreiben ist. Die Folgejahre brachten Ausstoßwerte zwischen 90.811 (1963) und 109.993 (1997) hl. Insgesamt produzierte die ABM zwischen 1929 und 1978 4.422.642 hl und lag damit 1.902.536 hl vor ihrer lokalen Konkurrenz, der Donnerbrauerei in Saarlouis.

## Hochwald-Wasser
Im Brauprozess spielt das Wasser eine wichtige Rolle. Das in Merzig verwendete Hochwald-Wasser galt als gut geeignet. Dieses Merkmal wurde von der Merziger Brauerei auch auf ihren Bierdeckeln beworben: „Seit 1862 brauen wir Bier. Das sind über hundert Jahre Tradition und Erfahrung. Mit viel Liebe, erlesenen Rohstoffen u. dem weichen Hochwald-Wasser aus dem Heimlinger Tal brauen wir auch heute unser Bier.“

## Marken und Sorten
Wie die meisten Brauereien, bot die Aktienbrauerei und die spätere Saarfürst verschiedene Marken an. Zu den bekannteren zählen das ABM Bockbier (vor 1900),  ABM: Saarfürst Pilsener, Saarfürst Bier-Eiche, Saarfürst Pils, Saarfürst Export. Die Saarfürst wies mit Olympia ein Fruchtsaftgetränk und mit Saarfürst-Malzbier ein alkoholarmes Bier an. Das ABM Saarfürst Pils Spezzial (manchmal auch schlicht Saarfürst Spezial oder Caramel) wurde als alkoholarmes Nährbier beschrieben und vertrieben.